# 科恩維爾 (亞利桑那州)
科恩維爾（英語：Cornville）是位於美國亞利桑那州亞瓦派縣的一個人口普查指定地區。根據2010年美國人口普查，該地人口為3280人，而該地的面積約為34.08平方千米。

## 地理
科恩維爾的座標為34°42′58″N 111°54′36″W / 34.71611°N 111.91000°W，而該地最高點為海拔高度983米（即3225英尺）。